# بروس بروبيكر
بروس بروبيكر (بالإنجليزية: Bruce Brubaker)‏ هو منتج أسطوانات وعازف بيانو وملحن وكاتب أمريكي، ولد في 1 فبراير 1959.

## وصلات خارجية
- بروس بروبيكر على موقع ميوزك برينز (الإنجليزية)
- بروس بروبيكر على موقع أول ميوزيك (الإنجليزية)
- بروس بروبيكر على موقع ديسكوغز (الإنجليزية)